# Хи Дракона
Хи Дракона (χ Draconis) — двойная звезда в созвездии Дракона на расстоянии около 26,3 световых лет от нас.

## Характеристики
Компоненты A и B в системе χ Дракона относятся к звёздам главной последовательности; они обращаются вокруг общего центра масс на среднем расстоянии между собой в 0,991 а. е. с апоастром 0,6 а. е. и периастром 1,4 а. е. по вытянутой эллиптической орбите (e=0,414). Полный оборот они совершают за 280,5 суток; плоскость их орбиты повёрнута на 74,8° по отношению к земному наблюдателю.

### χ Дракона A
Главная компонента системы представляет собой жёлто-белый карлик, по массе и размерам немного превосходящий наше Солнце. Её диаметр и масса эквивалентны 1,2 и 1,03 солнечных соответственно, а светимость составляет приблизительно 1,86 солнечной.

### χ Дракона B
Вторая компонента является оранжевым карликом — более тусклой и маломассивной звездой. Её масса равна 75 % массы Солнца, а светимость — около 29 % солнечной.

## Ближайшее окружение звезды
Следующие звёздные системы находятся на расстоянии в пределах 10 световых лет от χ Дракона:
| Звезда     | Спектральный класс | Расстояние, св. лет |
| LP 71-165  | M4,5 V             | 3,9                 |
| G 227-29   | M V                | 5,0                 |
| AC+65 6955 | M3 V               | 6,1                 |
| LP 44-113  | DXP9 /VII          | 6,4                 |
| σ Дракона  | K0 V               | 7,9                 |
| BD+61 2068 | M0 V / M V         | 8,2                 |